# Mai dire sempre
Mai dire sempre (Buying the Cow) è un film del 2002 diretto da Walt Becker.

## Trama
Visto che la fidanzata passerà due mesi a New York per lavoro, il giovane David decide di approfittarne per capire se vuole realmente sposarla. Inizia così a vivere da single con la complicità dei suoi amici.